# Здание казармы (Туркестан)
Казарма — памятник архитектуры конца XIX — начала XX вв. в городе Туркестане. Входит в список памятников истории и культуры местного значения Туркестанской области. Казарма и и стоящее рядом здание штаба гарнизона — единственные сохранившиеся здания от комплекса сооружений Туркестанского гарнизона. Время сооружения здания связано с укрупнением Туркестанского гарнизона во второй половине XIX века. На генеральном плане 1900 года эта постройка обозначена как казарма для нижних чинов роты 1-го Туркестанского стрелкового батальона.

## Архитектура
Кирпичная одноэтажная постройка под железной кровлей, в плане протяжённый прямоугольник. Фасады симметричны, центральная и боковые части выделены слабо выступающими ризалитами, завершёнными парапетами. Плоскость стен ритмично расчленена узкими оконными проёмами и пилястрами. В декоративном оформлении использованы рифлёные наличники, пояски и полочки, рустовка стен.
Внутренняя планировка симметрична, в интерьере представляет собой протяжённый зал, расчленённый двумя рядами колонн в три пролёта. Колонны среднего пролёта соединены арочными перемычками в продольном направлении.